# Veselá (kraj pilzneński)
Veselá – gmina w Czechach, w powiecie Rokycany, w kraju pilzneńskim. Według danych z dnia 1 stycznia 2014 liczyła 285 mieszkańców.